# 디지털 디스플레이 광고
디지털 디스플레이 광고(Digital display advertising) 또는 디스플레이 광고는 배너, 텍스트, 이미지, 비디오 및 오디오를 통한 온라인 그래픽 광고이다. 디지털 디스플레이 광고의 주요 목적은 타사 웹사이트에 회사 광고를 게시하는 것이다. 디스플레이 광고는 일반적으로 상호작용(즉, 클릭 가능)하므로 브랜드와 광고주가 사용자와 더 깊이 소통할 수 있다. 디스플레이 광고는 클릭할 수 없는 동영상 광고의 컴패니언 광고일 수도 있다.
eMarketer에 따르면 페이스북과 트위터는 2017년까지 디스플레이 광고 지출 시장 점유율의 33%를 차지할 것으로 예상되었다. 데스크톱 디스플레이 광고는 2014년에 검색 광고 구매를 넘어섰고 2015년에는 모바일 광고 지출이 디스플레이를 추월했다.

## 같이 보기
- 웹 배너
- 디지털 마케팅
- 온라인 광고
- 모바일 광고
- 네이티브 광고
- 팝업창
- 대화형 매체
- 제휴 마케팅
- 클릭당 지불